# 东富镇 (醴陵市)
东富镇，是中华人民共和国湖南省株洲市醴陵市下辖的一个乡镇级行政单位。

## 行政区划
东富镇下辖以下地区：
四杨社区、东富村、小洞塘村、石坝上村、北冲村、西林村、凤仪塘村、包冲村、桐桥村、楚东桥村、龙源冲村、花木村、址泉村、立新村、新莲村、石里铺村、莲石塘村、森冲村、伏龙村、荆潭村、潭湾村、横烟村、建新村、黄土坝村和狮湾村。